# Marco Velo
Marco Velo (* 9. März 1974 in Brescia) ist ein ehemaliger italienischer Radrennfahrer und aktueller Betreuer der italienischen Zeitfahrer.
Velo konnte vor allem in Zeitfahren Erfolge erzielen und gewann u. a. zwischen 1998 und 2000 dreimal in Folge die italienische Meisterschaft in dieser Disziplin. Insgesamt gewann er als Profi zehn Rennen. Neben diesen individuellen Siegen trug er als Anfahrer in Sprintzügen an zahlreichen Erfolgen anderer Fahrer mit.

## Werdegang

### Doping als Amateur
Noch während seiner Zeit als Amateur wurde Velo 1994 des Dopings überführt, und zwar anlässlich der Straßen-Weltmeisterschaften, an denen er im Mannschaftszeitfahren teilgenommen hatte. Wegen der Einnahme von Gonadotropin wurde er für zwei Jahre gesperrt.

### Erfolgreicher Profi-Einstand
Velo wurde 1996 Radprofi. Er begann seine Laufbahn beim italienischen Radsportteam Brescialat. Seinen ersten Profisieg feierte er im folgenden Jahr auf der 4. Etappe des Giro del Trentino, wo er als Solist das Ziel erreichte. 1998 wechselte Velo zu Mercatone Uno, wo er bis 2001 fuhr. Das erste Jahr bei dieser Mannschaft war zugleich das erfolgreichste seiner Karriere: erstmals wurde er italienischer Landesmeister im Einzelzeitfahren, und auch in den Zeitfahrwettbewerben Coppa delle Nazioni und Firenze–Pistoia war er nicht zu bezwingen. Außerdem gewann er eine Etappe – ebenfalls ein Zeitfahren – und das Gesamtklassement des GP Tell in der Schweiz, wo er im Sprint gegen Daniele Nardello auf dem zweiten Teilstück knapp unterlag. Knapp geschlagen wurde er bei den Zeitfahren der Katalonien-Rundfahrt – im Prolog war Chris Boardman schneller, auf der fünften Etappe landete Velo hinter dem Briten und Abraham Olano auf Rang drei. Im Paarzeitfahren GP d’Europa belegte er mit Marco Serpellini den zweiten Platz.
An diese Resultate konnte Velo auch 1999 teilweise anknüpfen. Seinen italienischen Meistertitel verteidigte er, und auch bei Firenze–Pistoia war er erneut erfolgreich. Im Sprint einer Ausreißergruppe entschied er zudem den GP Llodio in Spanien für sich. Bei der Syrakus-Rundfahrt und dem GP Industria & Comercio di Prato verpasste er als Zweiter jeweils im Sprint weitere Erfolge ebenso wie beim Zeitfahrwettbewerb Memorial Fausto Coppi, wo er vom Ukrainer Serhij Hontschar um 44 Sekunden distanziert wurde.
2000 zeigte sich Velo schon zu Beginn der Saison in Form, verpasste als Zweiter der ersten Etappe der Vuelta a Murcia allerdings seinen ersten Saisonsieg. Danach wurde er beim Memorial Cecchi Gori Dritter der Gesamtwertung. Zudem stand er bei seiner ersten großen Landesrundfahrt, dem Giro d’Italia, am Start. Nach einem zwölften Rang im Prologzeitfahren musste er das Rennen nach der zwölften Etappe verlassen. Dann wurde er zum dritten Mal in Folge italienischer Zeitfahrmeister. Kurz danach wurde er auch zu seiner ersten Tour de France nominiert. Im Einzelzeitfahren in Mülhausen belegte er den elften Platz und schloss die Tour als 39. der Gesamtwertung ab.
In das Jahr 2001 startete Velo mit dem zweiten Platz im Zeitfahren der Vuelta a Murcia. Danach fuhr zum ersten Mal den Giro d’Italia zu Ende. Als Neunter des Prologs, Sechster des Zeitfahrens auf der 16. Etappe, Neunter des 17. Teilstücks und Sechster der vorletzten Etappe konnte er nicht nur vier Mal unter die besten Zehn fahren, er schaffte mit dem elften Platz im Gesamtklassement auch sein bestes Karriere-Resultat bei einer dreiwöchigen Rundfahrt.

### Als Helfer von Alessandro Petacchi
Zur Saison 2002 verließ Velo Mercatone Uno, um bei Fassa Bortolo zu unterschreiben. Dort unterstützte er den Sprinter Alessandro Petacchi als Teil seines Sprintzugs. Dies tat er bei der Tour de France, die er als 54. abschloss, und auch erstmals bei der Vuelta a España, die er als 57. beendete und bei der er Tagesvierter auf der 13. Etappe im Sprint einer Ausreißergruppe wurde. Im nächsten Jahr half er Petacchi dann beim Giro, wo er Vierter der sechsten und Zehnter der elften Etappe wurde, nachdem er Tagessieger Petacchi den Sprint vorbereitet hatte. Zudem zeigte er sich am 20. Tag selbst in einer Spitzengruppe und wurde erneut Vierter. Die Rundfahrt beendete er trotz der Helferdienste auf einem 21. Platz. Die Frankreich-Rundfahrt im selben Jahr konnte er allerdings nicht zu Ende fahren, er stieg nach der sechsten Etappe aus.
Das Programm für 2004 sah erneute Teilnahmen am Giro und der Vuelta a España vor. Beim Giro zeigte er als Siebter des Prologs seine Zeitfahrqualitäten, auf dem 14. Teilstück platzierte er sich nach der Vorbereitung von Petacchis Sieg selbst noch als Dritter, ähnliches gelang ihm als Siebter der 20. Etappe. Das Ziel erreichte er diesmal allerdings nur als 101. Nach seiner Aufgabe bei der Tour schon nach drei Tagen stand er auch bei der Vuelta am Start, die er als 114. beenden konnte. Zu Beginn der nächsten Saison war Velo mit seinem Team im Mannschaftszeitfahren der Settimana Internazionale siegreich. Beim Eintagesrennen Giro di Toscana konnte er sich im Massensprint als Dritter klassieren. Als Petacchis Anfahrer erreichte er zwei fünfte Plätze beim Giro d’Italia, den er als 105. beschloss. Zwei dritte Etappenplätze fuhr er bei der Tour de la Région Wallonne jeweils durch seine Sprintfähigkeiten ein. Bei der anschließenden Vuelta a España wurde er nach der Vorarbeit zu Petacchis Erfolg Neunter, musste aber zwei Tage vor Schluss aufgeben. Zum Saisonabschluss belegte er gemeinsam mit Petacchi beim Paarzeitfahren Coppa Lella Mentasti den zweiten Rang.
Nach dem Ende des Fassa-Bortolo-Teams wechselte Velo 2006 zusammen mit Alessandro Petacchi zum neugegründeten deutsch-italienischen Team Milram. Beim Coppa Lella Mentasti trat er dieses Mal zusammen mit Fabio Sacchi an und holte prompt seinen ersten Sieg seit knapp sechs Jahren. Petacchi unterstützte er bei der Tour de France und der Vuelta a España. Paris erreichte er dabei als 99. und verpasste dabei mehrmals Platzierungen unter den ersten Zehn nur knapp. Bei der Spanien-Rundfahrt konnte er sich auf der letzten Etappe im Massensprint als Achter platzieren, nachdem Petacchi ausgestiegen war.
In der Saison 2007 stand Velo nur bei der Vuelta am Start und nicht beim Giro oder bei der Tour. Ohne eine nennenswerte Platzierung schaffte er es als 117. im Gesamtklassement nach Madrid. Beim anschließenden Coppa Lella Mentasti wurde er zusammen mit Alberto Ongarato Zweiter. Auch 2008 blieb Velo beim inzwischen mit deutscher Lizenz registrierten Team Milram, obwohl sich hier nach sechs Jahren die Wege mit Alessandro Petacchi trennten, der die Mannschaft Mitte Mai verließ. Er stand beim Giro d’Italia am Start und wurde 87. der Gesamtwertung. Danach startete er auch bei der Frankreich-Rundfahrt, wo er auf der elften Etappe in Foix Zehnter wurde. Auf einem guten 44. Platz erreichte er bei der sechsten und letzten Tour seiner Karriere das Ziel. Viermal hatte er das Rennen zu Ende fahren können. Zudem war er zum Saisonabschluss zum insgesamt zweiten Mal bei der Coppa Lella Mentasti erfolgreich, sein Partner hieß Fabio Sabatini.

### Letzte Jahre bei Quickstep
Nach Ende der Saison 2008 verließ Velo das Team Milram und unterschrieb beim Quickstep-Team konnte dort allerdings aufgrund gesundheitlicher Probleme nicht mehr seine bisherige Leistungsfähigkeit unter Beweis stellen. Sein erstes Rennen für die neue Equipe bestritt er bei der Katar-Rundfahrt, bei der er im Mannschaftszeitfahren mit dem Team den zweiten Platz auf der ersten Etappe belegte. Unter anderem startete er auch beim Critérium du Dauphiné im Juni und bei der Vuelta a España. Auf der vierten Etappe wurde er Fünfter, nachdem er seinem Teamkollegen Wouter Weylandt den Sprint angezogen hatte. Insgesamt kam er auf Rang 93. Es sollte die letzte seiner fünf Teilnahmen an der Spanien-Rundfahrt gewesen sein, die er vier Mal beendete.
Im Jahr 2010 bestritt Velo auch letztmals den Giro d’Italia, welchen er als 108. abschloss. Bei insgesamt sieben Teilnahmen hatte er das Rennen nur einmal vorzeitig verlassen müssen. Nachdem er unter anderem noch die Polen-Rundfahrt absolviert und beim GP Briek Schotte in Belgien einen letzten Top-Ten-Platz erreicht hatte, beendete er mit der Lombardei-Rundfahrt im Oktober 2010 im Alter von 36 Jahren seine Laufbahn als Radprofi.
Während des letzten Jahres seiner Laufbahn geriet Velo in den erneut in den Verdacht Dopingmittel gebraucht zu haben. So sollen im Rahmen einer Hausdurchsuchung seiner Wohnung im Sommer 2010 verbotene Substanzen sichergestellt worden sein.

### Nach der Karriere als Aktiver
Nach seinem Rücktritt als Radrennfahrer ist Velo u. a. als Regolatore, Motorradfahrer vor dem Peloton, bei Rennen des RCS Sport und seit der Saison 2014 als Verantwortlicher für den Bereich "Zeitfahren" der italienischen Nationalmannschaft unter Commissario tecnico Davide Cassani tätig.

## Erfolge
1997
- eine Etappe Giro del Trentino

1998
- Coppa delle Nazioni – Memorial Fausto Coppi
- Italienischer Meister – Zeitfahren
- Grand Prix Tell und eine Etappe
- Firenze–Pistoia

1999
- Italienischer Meister – Zeitfahren
- Gran Premio de Llodio
- Firenze–Pistoia

2000
- Italienischer Meister – Zeitfahren

2006
- Coppa Lella Mentasti (mit Fabio Sacchi)

2008
- Coppa Lella Mentasti (mit Fabio Sabatini)